# Walker Brandt
Walker Brandt (auch bekannt als Walker Stafford; * 13. Juli 1966 in Santa Barbara, Kalifornien) ist eine US-amerikanische Schauspielerin.

## Leben
Brandt hatte 1991 ihre erste Nebenrolle in City Slickers – Die Großstadt-Helden, es folgten Auftritte in den Fernsehserien Raumschiff Enterprise: Das nächste Jahrhundert (1992), Ein Single kommt immer allein (1995) und Viper (1997) sowie in den Filmen Trigger Fast (1994), Astrocop (1995) und Dante’s Peak (1997). In der Serie Die Gang (1997) übernahm sie neben Uwe Ochsenknecht und Moritz Bleibtreu eine der Hauptrollen. In jüngerer Zeit war sie in den Kurzfilmen Empty (2005), Unconditional (2008), Cubicle (2010) und Till Life Do Us Part (2016) zu sehen und co-produzierte sie den Kurzfilm Holiday Hostage (2018).
Seit 2001 ist Walker Brandt mit dem Produzenten Jeff Stafford verheiratet.

## Filmografie
- 1991: City Slickers – Die Großstadt-Helden (City Slickers)
- 1992: Raumschiff Enterprise: Das nächste Jahrhundert (Star Trek: The Next Generation, Fernsehserie, eine Folge)
- 1994: Trigger Fast
- 1995: Astrocop
- 1995: Ein Single kommt immer allein (The Single Guy, Fernsehserie, eine Folge)
- 1997: Viper (Fernsehserie, eine Folge)
- 1997: Dante’s Peak
- 1997: Die Gang (Fernsehserie, 13 Folgen)
- 1998: Den Kopf in der Schlinge (Indiscreet, Fernsehfilm)
- 1999: Malevolence
- 1999: Pretender (The Pretender, Fernsehserie, eine Folge)
- 2000: Beverly Hills, 90210 (Fernsehserie, eine Folge)
- 2002: The Calling
- 2005: Empty (Kurzfilm)
- 2008: Unconditional (Kurzfilm)
- 2010: Cubicle (Kurzfilm)
- 2011: Femme Fatales (Fernsehserie, eine Folge)
- 2012: Home Brewed (Fernsehserie, eine Folge)
- 2016: Till Life Do Us Part (Kurzfilm)
- 2018: Holiday Hostage (Kurzfilm, Co-Produktion)